# Khương Huy
Khương Huy (tiếng Trung giản thể: 姜辉, bính âm Hán ngữ: Jiāng Huī, sinh tháng 11 năm 1969, người Hán) là nhà triết học, chính trị gia nước Cộng hòa Nhân dân Trung Hoa. Ông là Ủy viên dự khuyết Ủy ban Trung ương Đảng Cộng sản Trung Quốc khóa XX, hiện là Thường vụ Thành ủy, Bộ trưởng Bộ Tổ chức Thành ủy Trùng Khánh. Ông từng là Phó Viện trưởng Viện Khoa học xã hội Trung Quốc, Sở trưởng Sở nghiên cứu Trung Quốc đương đại, Viện trưởng Viện nghiên cứu Chủ nghĩa Marx.
Khương Huy là đảng viên Đảng Cộng sản Trung Quốc, học vị Tiến sĩ Luật học, học hàm Giáo sư Triết học. Ông có sự nghiệp tập trung vào nghiên cứu triết học, chủ nghĩa cộng sản, chủ nghĩa xã hội và đương đại Trung Quốc.

## Xuất thân và giáo dục
Khương Huy sinh vào tháng 11 năm 1969 tại huyện Kiến Xuơng, thuộc địa cấp thị Hồ Lô Đảo, tỉnh Liêu Ninh, Cộng hòa Nhân dân Trung Hoa. Ông lớn lên và tốt nghiệp cao trung ở Kiến Xương, thi cao khảo vào năm 1987 và đỗ Đại học Sư phạm Đông Bắc, tới thủ phủ Trường Xuân nhập học hệ giáo dục chính trị vào tháng 9 cùng năm, rồi tốt nghiệp cử nhân chuyên ngành này vào tháng 7 năm 1991. Sau đó, ông tiếp tục theo học cao học ở Sư phạm Đông Bắc về lĩnh vực vận động chủ nghĩa cộng sản quốc tế và chủ nghĩa xã hội khoa học, nhận bằng Thạc sĩ Triết học. Ông là nghiên cứu sinh sau đại học về lĩnh vực tương tự cao học ở Sở nghiên cứu Giáo dục lý luận Chủ nghĩa Marx của Đại học Nhân dân Trung Quốc, được hướng dẫn bởi Giáo sư Hứa Chinh Phàm, trở thành Tiến sĩ Luật học. Khương Huy được kết nạp Đảng Cộng sản Trung Quốc vào tháng 6 năm 1994 tại Sư phạm Đông Bắc.

## Sự nghiệp

### Khoa học xã hội
Tháng 7 năm 1997, sau 10 năm liền học tập và trở thành tiến sĩ, Khương Huy bắt đầu công tác ở Viện Khoa học xã hội Trung Quốc. Ông hoạt động trường kỳ ở viện, từng giữ các chức vụ như Phó Chủ nhiệm, Chủ nhiệm Văn phòng nghiên cứu Chủ nghĩa xã hội, Chủ nghĩa Marx Quốc tế đương đại của Sở nghiên cứu Chủ nghĩa Marx–Lenin của viện, rồi Trợ lý, Phó Chủ nhiệm Sảnh Văn phòng nghiên cứu Chính sách của viện. Khương Huy tập trung nghiên cứu về lý thuyết chủ nghĩa Marx, chủ nghĩa xã hội khoa học và phong trào cộng sản quốc tế, chủ nghĩa Marx và chủ nghĩa xã hội thế giới đương đại. Ông đã đăng hơn 200 bài báo và nghiên cứu khoa học xã hội trên các báo và tạp chí định kỳ như "Nhân Dân nhật báo", "Cầu thị", "Khoa học xã hội Trung Quốc", "Nghiên cứu chủ nghĩa Marx". Vào những năm này, ông giữ các chức vụ xã hội như Phó Hội trưởng Hiệp hội Chủ nghĩa xã hội khoa học Trung Quốc, Phó Hội trưởng Hiệp hội Lịch sử Đảng Cộng sản Trung Quốc, Phó Hội trưởng Hiệp hội Lịch sử Quốc gia. Ông là Tiến sĩ sinh đạo sư, được phong học hàm Giáo sư, được cấp trợ cấp khoa học đặc biệt của Quốc vụ viện, được xếp vào danh sách chuyên gia trung, thanh niên có cống hiến xuất sắc cho đất nước, "Trăm nghìn vạn nhân tài quốc gia", danh gia văn hóa "4 hạng mục". Bên cạnh đó, ông là Ủy viên Ủy ban Tư vấn Xây dựng và Nghiên cứu lý luận chủ nghĩa Marx Trung ương, Thành viên Tổ bình ý môn học của Ủy ban Học tập Quốc vụ viện.
Tháng 2 năm 2012, Khuơng Huy nhậm chức Bí thư Đảng ủy, Phó Viện trưởng Viện nghiên cứu Tin tức tình báo của Viện Khoa học xã hội, giữ vị trí này liên tục 6 năm cho đến tháng 9 năm 2018 thì chuyển vị trí sang làm Bí thư Đảng ủy, Viện trưởng Viện nghiên cứu Chủ nghĩa Marx. Cuối năm này, ông được bổ nhiệm làm Sở trưởng Sở nghiên cứu Trung Quốc đương đại, Thành viên Đảng tổ Viện Khoa học xã hội, thăng cấp phó bộ trưởng sau hơn 20 năm công tác ở đây. Sau đó 3 năm, ông giữ chức Phó Viện trưởng, tiếp tục kiêm nhiệm Sở trưởng, đồng thời giữ thêm các chức vụ khác như Chủ nhiệm Trung tâm nghiên cứu hệ thống Chủ nghĩa xã hội đặc sắc Trung Quốc, Chủ nhiệm chấp hành Trung tâm nghiên cứu Tư tưởng chủ nghĩa xã hội đặc sắc Trung Quốc tân thời đại Tập Cận Bình, và Phó Chủ nhiệm Trung tâm nghiên cứu Chủ nghĩa xã hội thế giới.

### Trùng Khánh
Tháng 4 năm 2022, sau 25 năm công tác ở Viện Khoa học xã hội, Khương Huy được điều về Trùng Khánh, chỉ định vào Ủy ban Thường vụ Thành ủy, phân công làm Bộ trưởng Bộ Tuyên truyền Thành ủy Trùng Khánh, bắt đầu giai đoạn mới của sự nghiệp. Cuối năm này, ông tham dự Đại hội Đảng Cộng sản Trung Quốc lần thứ XX từ đoàn đại biểu Trùng Khánh. Trong quá trình bầu cử tại đại hội, ông tiếp tục được bầu là Ủy viên dự khuyết Ủy ban Trung ương Đảng Cộng sản Trung Quốc khóa XX.

## Tác phẩm
Trong nghiên cứu triết học và chính trị, Khương Huy đã tập trung vào việc phân tích các vấn đề như những thay đổi mạnh mẽ ở Liên Xô và phương Đông, dân chủ xã hội và cấu trúc xã hội của các nước phát triển phương Tây. Ông cũng có nghiên cứu công bố về trào lưu tư tưởng Marxist, chủ nghĩa Marx trong thế giới đương đại và ảnh hưởng của nó đối với nghiên cứu tập thể của Bộ Chính trị Ủy ban Trung ương Đảng Cộng sản Trung Quốc. Các công trình của ông có thể kể tới:
- Khương Huy (2000).  陈云与中国特色社会主义 [Chủ nghĩa xã hội đặc sắc Trung Quốc và Trần Vân] (bằng tiếng Trung). Thẩm Dương: Đại học Sư phạm Liêu Ninh. ISBN 9787810423922.
- Khương Huy (2004).  欧洲发达国家共产党的变革 [Những thay đổi trong Đảng Cộng sản của các nước phát triển châu Âu] (bằng tiếng Trung). Bắc Kinh: Học tập. ISBN 9787801164599.
- Khương Huy (2010).  欧洲社会民主主义的转型 [Sự biến đổi của nền dân chủ xã hội châu Âu] (bằng tiếng Trung). Bắc Kinh: Văn hiến khoa học xã hội. ISBN 9787509713778.
- Khương Huy (2012).  西方世界中的社会主义思潮 [Tư tưởng xã hội chủ nghĩa ở thế giới phương Tây] (bằng tiếng Trung). Bắc Kinh: Văn hiến khoa học xã hội. ISBN 9787509735640.